# Каменка (станция, Украина)
Ка́менка (укр. Кам'янка) — железнодорожная станция Одесской железной дороги в городе Каменка Черкасской области Украины.

## История
Построена и сдана в промышленную эксплуатацию в 1876 году как промежуточная железнодорожная станция Одесской железной дороги.
В 1878 году отнесена к Одесской дирекции Юго-Западных железных дорог Российской империи.
На станции после 1876 года неоднократно бывал выдающийся русский композитор, педагог и дирижёр Пётр Ильич Чайковский, посещая в Каменке свою младшую сестру Александру Ильиничну Давыдову (1842—1891).
В конце XIX, начале XX века на станции располагались многочисленные склады и лабазы сахарного завода землевладельцев Давыдовых.
В годы Великой Отечественной войны вокзал и железнодорожная станция были сильно разрушены оккупантами при отступлении, восстановлены в 1944—1947 годах. В советское время здание железнодорожного вокзала неоднократно реконструировалось и перестраивалось.

## Пассажирское движение
На станции останавливаются некоторые пассажирские поезда дальнего следования и все пригородные электропоезда, следующие в Знаменском и Шевченковском направлениям.
| Перевозчик                 | Дистанция                                  | Направления и расписание |
| -------------------------- | ------------------------------------------ | ------------------------ |
| Украинская железная дорога | Дальнее следование и пригородное сообщение | УЗ                       |

## Происшествия
26 января 2017 года в 04:25 на станции Каменка с подъездного пути компании «Каменский элеватор» десять вагонов (7 пустых и 3 нагружённых зерном) самопроизвольно сдвинулись с места.
В результате происшествия 7 вагонов сошли с рельсов, были повреждены контактные опоры вместе с поперечными соединениями. Движение поездов на тепловозной тяге осуществлялось по третьему пути. Время задержки графикового движения составило более трёх часов.